# 5240 Kwasan
Az 5240 Kwasan (ideiglenes jelöléssel 1990 XE) a Naprendszer kisbolygóövében található aszteroida. Szuzuki Kenzó és Urata Takesi fedezte fel 1990. december 7-én.